# Vestido branco de Marilyn Monroe
O vestido branco de Marilyn Monroe foi usado pela atriz no filme de 1955 O Pecado Mora ao Lado, dirigido por Billy Wilder. Foi criado pelo figurinista William Travilla, e usado em uma das cenas mais conhecidas do filme. O vestido é considerado um ícone da história do cinema, e a imagem de Monroe usando-o acima de uma grade do metrô soprando o vestido pra cima foi descrito como uma das imagens mais icônicas do século XX.

## Antecedentes e história

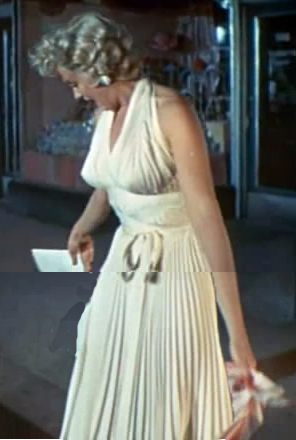
Monroe no vestido branco, no trailer do filme de 1955 O Pecado Mora ao Lado

O figurinista William Travilla, conhecido simplesmente como Travilla, ganhou um Oscar por seu trabalho em As Aventuras de Don Juan, em 1948. Em 1952, quando ainda era um dos muitos figurinistas da 20th Century Fox, Travilla começou a trabalhar com Monroe no filme Don't Bother to Knock. Travilla desenhou as roupas de Monroe em oito de seus filmes e, de acordo com ele, também teve um breve caso com ela. Em 1955, enquanto a esposa de Travilla (Dona Drake) estava de férias, ele desenhou o cocktail dress branco usado por Marilyn Monroe, o qual continua sendo até hoje sua obra mais famosa. Porém, de acordo com o livro Hollywood Costume: Glamour! Glitter! Romance!, de Dale McConathy e Diana Vreeland, Travilla não desenhou o vestido, ao invés disso, comprou-o em uma loja. Travilla negou isso.
No filme, o vestido branco aparece na sequência em que Marilyn Monroe e seu colega Tom Ewell saem do Trans-Lux 52nd Street Theatre, então localizado na Lexington Avenue, em Manhattan, tendo acabado de assistir ao filme de terror de 1954, Creature from the Black Lagoon. Quando ouvem um trem do metrô passando abaixo da grade na calçada, a personagem de Monroe pisa na grade dizendo "Ooh, você sente a brisa do metrô?", enquanto o vento sopra o vestido pra cima, expondo suas pernas.
Originalmente, a cena estava programada para ser filmada na rua em frente ao Trans-Lux à 1h00 da manhã do dia 15 de setembro de 1954. No entanto, a presença da atriz e das câmeras do cinema despertou a curiosidade de centenas de fãs, fazendo com que o diretor Billy Wilder fosse forçado a refazer a cena nos estúdios da 20th Century Fox. A famosa cena foi comparada a um evento semelhante no curta-metragem de 1901 What Happened on Twenty-third Street, New York City, e também foi descrito como uma das imagens mais icônicas de todo o século XX.
Após a morte de Monroe em 1962, Travilla manteve o vestido trancado, junto com muitos dos trajes que havia feito ao longo dos anos para a atriz, a tal ponto que por anos se falava de uma "Coleção Perdida". Somente após sua própria morte em 1990, as roupas foram colocadas em exibição por Bill Sarris, um colega de Travilla. O vestido se juntou à coleção particular de memorabilia de Hollywood de propriedade de Debbie Reynolds no Hollywood Motion Picture Museum. Durante uma entrevista com Oprah Winfrey, falando sobre o vestido de Monroe, Reynolds afirmou que "[o vestido] tornou-se ecru porque, como você sabe, ele já está bem velho agora." Em 2011, no entanto, Reynolds anunciou que iria vender todo o acervo em leilão, a ser realizado em etapas, sendo a primeira em 18 de junho de 2011. Antes do leilão, estimou-se que o vestido seria vendido por um preço entre U$1 e U$2 milhões, mas na verdade ele foi vendido por mais de U$5,6 milhões (U$ 4,6 milhões, mais uma comissão de U$ 1 milhão).
O vestido também foi usado pela atriz Roxanne Arlen no filme de 1962, Bachelor Flat.

## Design

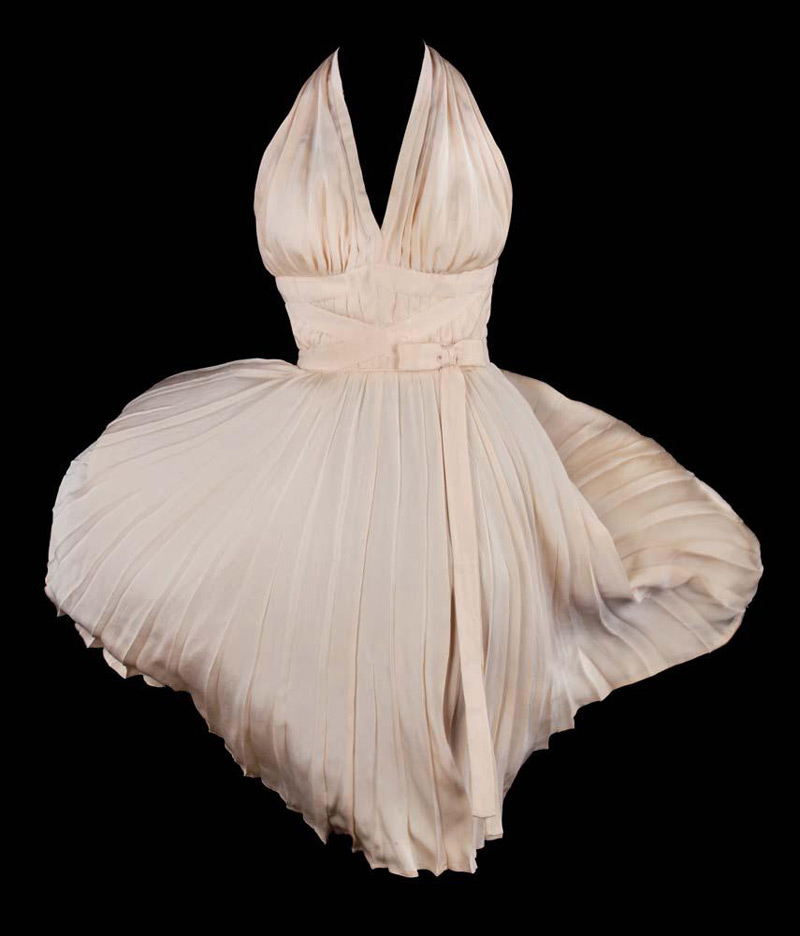
O cocktail dress de cor marfim claro.

O vestido é um cocktail dress de cor marfim claro, em um estilo que estava em voga nas décadas de 1950 e 1960. O corpete, estilo transpassado, tem um decote profundo, e é feito de duas peças de tecido suavemente pregueados que se juntam atrás do pescoço, deixando os braços, ombros e costas do usuário nus. A fita é presa a uma faixa situada imediatamente abaixo dos seios. O vestido se ajusta a partir daí até a linha natural da cintura. Um cinto combinando, estreito e macio, foi enrolado em volta do torso, cruzando-se na frente e depois amarrado em um pequeno e elegante laço na cintura, na frente do lado esquerdo. Abaixo do cós há uma saia suavemente pregueada, que vai até o meio da panturrilha ou abaixo do comprimento da panturrilha. Há um zíper na parte de trás do corpete, e pequenos botões na parte de trás do pescoço.

## Recepção

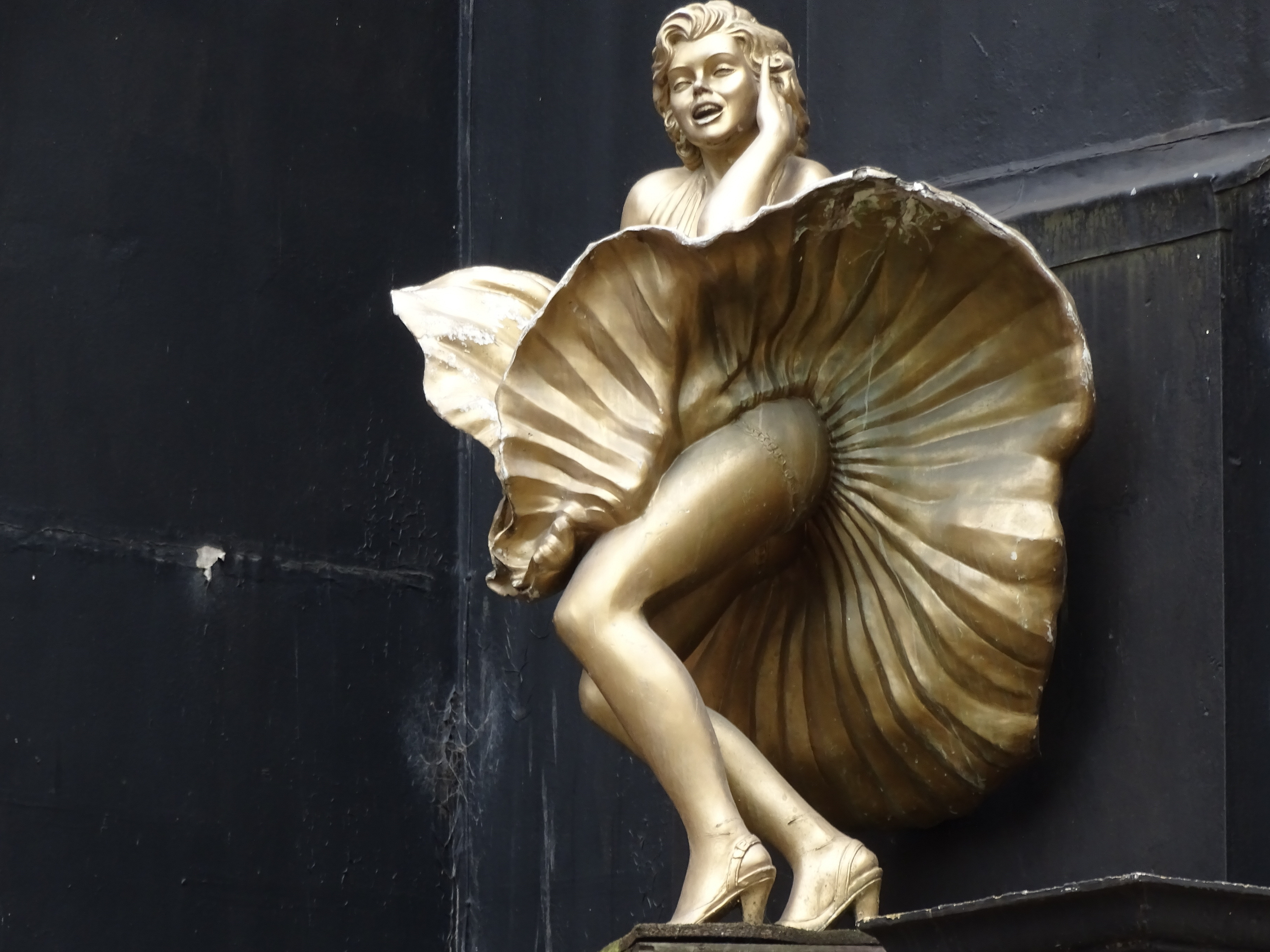
Escultura de Monroe em Birmingham, Inglaterra.

Diz-se que o marido de Monroe na época em que o filme foi filmado, o jogador de baseball Joe DiMaggio, "odiou" o vestido, mas ele é um elemento popular do legado de Monroe. Nos anos que se seguiram à morte de Monroe, imagens dela usando o vestido branco foram mostradas em muitas das imitações, representações e ilustrações póstumas da atriz. Como exemplo, uma imagem em gesso, em tamanho real, de Monroe usando o vestido foi mostrada em uma cena-chave do filme de Ken Russell sobre a banda the Who, Who's Tommy (1975). O vestido foi emulado até mesmo no final do século XX, e ao longo do século XXI no cinema, usado por Fiona, em Shrek 2 (2004), por Amy Poehler em Blades of Glory (2007), e por Anna Faris em The House Bunny (2008), entre outros. No filme The Woman in Red (1984), Kelly Le Brock repete a mesma cena, mas com um vestido vermelho.
O site da revista Glamour classificou o vestido como um dos vestidos mais famosos da história. Uma pesquisa semelhante conduzida pela Cancer Research UK votou o vestido como sendo o momento icônico número um da moda das celebridades.